# سام دور
سام دور (بالإنجليزية: Sam Dower)‏ مواليد 6 نوفمبر 1990 في بروكلين بارك، هو لاعب كرة سلة محترف أمريكي بدأ مسيرته الاحترافية في سنة 2014 يلعب في الدوري البولندي لكرة السلة كلاعب وسط ويحمل الرقم 35. يبلغ طوله 6 قدم 9 بوصة (2.1 م).

## روابط خارجية
- سام دور على موقع كرة السلة الأوروبية.كوم (الإنجليزية)
- سام دور على موقع DraftExpress.com (الإنجليزية)
- سام دور على موقع كلية كرة السلة في سبورتس رفرنس.كوم (الإنجليزية)
- سام دور على موقع ريلجم (الإنجليزية)
- سام دور على موقع بروبوليرز (الإنجليزية)
- سام دور على موقع سبورتس رفرنس (الإنجليزية)